# Nina Arianda
 (avril 2013).
Nina Arianda Matijcio, simplement dite Nina Arianda, est une actrice américaine, née le 18 septembre 1984 à Manhattan (New York).
Elle a remporté le Tony Award de la meilleure actrice dans une pièce en 2012 pour sa performance en tant que Vanda Jordan dans La Vénus à la fourrure et a été nommée pour le Tony Award 2011 de la meilleure actrice dans une pièce pour avoir interprété Billie Dawn dans Born Yesterday (en). Elle joue dans la série juridique d'Amazon Studios Goliath et a joué dans le film biographique Stan et Ollie (2018) dans le rôle d'Ida Kitaeva Laurel, la femme de Stan Laurel.

## Biographie
Nina Arianda Matijcio naît le 18 septembre 1984 à Manhattan dans une famille ukrainienne. Elle grandit à Clifton (New Jersey) et à Heidelberg, en Allemagne. Elle obtient un baccalauréat en arts au Eugene Lang College The New School for Liberal Arts (en) de New York.
Arianda fait ses débuts à Broadway en avril 2011 dans le rôle principal de Billie Dawn dans Born Yesterday, avec James Belushi et Robert Sean Leonard. Elle apparait Off-Broadway en tant que Vanda Jourdain dans la pièce de théâtre comique La Vénus à la fourrure (Venus in Fur) en 2010. La pièce est ensuite transférée au Samuel J. Friedman Theatre de Broadway au début de novembre 2011 et sa performance est saluée par la critique,,,.
Elle joue dans la production du Manhattan Theatre Club Tales From Red Vienna en 2014 et apparait dans plusieurs films dont Les Winners (Win Win), Le Casse de Central Park (Tower Heist), Minuit à Paris, Rob the Mob et The Disappearance of Eleanor Rigby. Elle est choisie en janvier 2015 pour la saison 3 d'Hannibal dans le rôle de Molly, l'épouse de Will Graham (jouée par son ancienne co-star de Broadway, Hugh Dancy).
Arianda joue dans Fool for Love au Williamstown Theatre Festival en juillet 2014 avec Sam Rockwell, mis en scène par Daniel Aukin. Arianda et Rockwell reprennent leurs rôles à Broadway au Samuel J. Friedman Theatre en 2015. Arianda joue Agnes Stark dans le film Florence Foster Jenkins (2016) et apparait dans le film Stan et Ollie (2018) en tant qu'Ida Kitaeva, l'épouse du comédien Stan Laurel. 
Arianda joue dans la série Goliath, pour la première fois en 2016, ainsi que dans les troisième et quatrième saisons de Billions.
En 2019, elle apparait avec Sam Rockwell dans le film de Clint Eastwood Le Cas Richard Jewell (Richard Jewell).

## Filmographie

### Cinéma
- 2011 : Les Winners (Win Win) de Tom McCarthy : Shelly
- 2011 : Higher Ground de Vera Farmiga : Wendy Walker
- 2011 : Minuit à Paris (Midnight In Paris) de Woody Allen : Carol
- 2011 : Le Casse de Central Park (Tower Heist), de Brett Ratner : Miss Iovenko
- 2013 : Lucky Them de Megan Griffiths : Dana
- 2014 : Rob the Mob de Raymond De Felitta (en) : Rosie
- 2014 : The Disappearance of Eleanor Rigby : Alexis
- 2016 : Florence Foster Jenkins de Stephen Frears
- 2017 : Beatriz at Dinner de Miguel Arteta
- 2018 : Stan and Ollie de Jon S. Baird
- 2019 : Le Cas Richard Jewell (Richard Jewell) de Clint Eastwood : Nadya
- 2021 : Being the Ricardos d'Aaron Sorkin : Vivian Vance

### Télévision

#### Séries télévisées
- 2011 : The Good Wife : Gretchen Battista (1 épisode)
- 2012 : 30 Rock : Zarina (1 épisode)
- 2015 : Hannibal : Molly (1 épisode)
- 2016- 2021 : Goliath : Patty Solis-Papagian
- 2019 : Billions : Rebecca Cantu (12 épisodes)
- 2023 : La Fabuleuse Madame Maisel : Hedy (3 épisodes)

## Distinctions
- Tony Awards 2012 : meilleure actrice dans une pièce pour le rôle de Vanda dans Venus in Fur

## Doublage francophone
- Céline Ronté dans [11]:
  - Hostages (série télévisée)
  - Rob the Mob

et aussi
- Virginie Méry dans Les Winners
- Armelle Gallaud dans The Good Wife (série télévisée) [11]
- Barbara Beretta dans Minuit à Paris[11]
- Natacha Muller dans Le Casse de Central Park[11]
- Flora Kaprielian dans 30 Rock (série télévisée) [11]
- Valérie Decobert dans Hannibal (série télévisée) [11]
- Irina Ninova dans Le Cas Richard Jewell
- Christine Bellier dans La Fabuleuse Madame Maisel
- Macha Petina dans Stan et Ollie